# Герб Надеждинского сельского поселения (Приморский край)
Герб муниципального образования Наде́ждинское сельское поселение Надеждинского муниципального района Приморского края Российской Федерации.
В состав Надеждинского сельского поселения входят посёлки Рыбачий, Де-Фриз, сёла Вольно-Надеждинское - административный центр, Кипарисово, Прохладное и некоторые другие населённые пункты.
Герб утверждён решением № 438 Муниципального комитета Надеждинского сельского поселения 18 мая 2009 года. и внесён в Государственный геральдический регистр Российской Федерации с присвоением регистрационного номера 4976.

## Описание герба
«В зеленом поле серебряный ключ в столб, бородкой вверх и вправо, обвитый золотой виноградной лозой (с двумя гроздьями и четырьмя листьями по углам)».

## Описание символики
Герб сельского поселения Надеждинское языком символов и аллегорий отражает природно-географические, исторические и культурные особенности муниципального образования.
Символика основной фигуры герба — ключа многозначна:
— серебряный ключ указывает на название уникального источника подземных вод. Вода здесь обладает прекрасными вкусовыми качествами и полезна по своему химическому составу. Источник пользуется популярностью не только среди местного населения, но и жителей Владивостока. Серебряный ключ объявлен памятником природы; серебро — символ чистоты и совершенства, мира и взаимопонимания;
— ключ, обвитый виноградной лозой, аллегорически символизирует богатство и разнообразие флоры и фауны сельского поселения. Здесь существуют редкие виды животных, насекомых и растений, внесенные в Красную книгу. Виноградная лоза — традиционный символ плодородия, изобилия возрождения, виноградная лоза также образ сельского хозяйства как основы экономики поселения; золото — символ богатства, стабильности, уважения, интеллекта;
— золотая лоза как аллегория щедрости и гостеприимства и зелёный цвет — символ природы, здоровья, молодости, жизненной силы и энергии указывают на обилие памятников природы и популярность интересных туристических маршрутов;
— ключ символизирует особую роль сельского поселения, через территорию которого проходят две «ключевые» транспортные магистрали: Транссибирская железнодорожная магистраль Владивосток-Москва и федеральная автотрасса «Уссури» Владивосток-Хабаровск.
Герб Надеждинского сельского поселения может воспроизводиться в двух равнодопустимых версиях:
— без вольной части;
— с вольной частью — четырёхугольником, примыкающим изнутри к верхнему левому[1] краю герба Надеждинского сельского поселения с воспроизведенными в нём фигурами герба Приморского края. Версия герба с вольной частью применяется после соответствующего законодательного закрепления порядка включения в гербы муниципальных образований Приморского края вольной части.
Герб Надеждинского сельского поселения в соответствии с Методическими рекомендациями по разработке и использованию официальных символов муниципальных образований (Раздел 2, Глава VIII, п.п. 45-46), утверждёнными геральдическим Советом при Президенте Российской Федерации 28 июня 2006 года может воспроизводиться со статусной короной установленного образца.
Герб Надеждинского сельского поселения разработан Союзом геральдистов России.
Авторы герба: идея герба — Константин Мочёнов (Химки); художники и компьютерный дизайн — Оксана Фефелова (Балашиха), Ольга Салова (Москва); обоснование символики — Кирилл Переходенко (Конаково).